# Willy Egger
Wilhelm „Willy“ Egger (* 8. März 1929 in Wien; † 2. August 2005 in Berlin) war ein österreichischer Filmproduzent, der an der Schaffung zahlreicher Filme beteiligt war. Er wirkte vor allem als Produktions- und Herstellungsleiter beim deutschen Film.

## Leben und Wirken
Willy Egger, Sohn von Eva Egger, geborene Welter, und ihres Mannes, des Steuerberaters und Wirtschaftsprüfers Hans Egger, volontierte bei der Wiener Produktionsgesellschaft Asto-Film und übernahm mehrere Hilfsfunktionen bei der heimatlichen Wochenschau, ehe er 1948 bei der Marika-Rökk-Produktion Fregola als Aufnahmeleiter debütierte.
Seit Beginn der 1950er Jahre war er auch in der Bundesrepublik Deutschland aktiv. 1954 beteiligte man Egger erstmals an einer Produktionsleitung, bis in die frühen 1960er Jahre hinein war er aber weiterhin überwiegend als Aufnahmeleiter aktiv. Die von Egger betreuten Produktionen waren lange Zeit nicht allzu gehaltvoll, er stellte in den 1960er Jahren aber auch zwei Inszenierungen Wolfgang Staudtes her, von denen vor allem das Jugoslawien-Drama Herrenpartie viel Aufmerksamkeit erfuhr.
Seit den 1970er Jahren arbeitete Willy Egger als Herstellungsleiter, so auch bei Billy Wilders unter anderem in den Bavaria-Studios von München gedrehtem Star-Drama Fedora. Seit den ausgehenden 1980er Jahren diente er in dieser Funktion Horst Wendlandts Rialto Film. Mit seiner Hilfe entstanden Walt-Disney-Filme, Operetten-Produktionen für den WDR. Gegen Ende seiner Karriere war der gebürtige Wiener auch an der Herstellung mehrerer Erfolgskomödien der deutschen Starkomiker Loriot, Otto Waalkes und Hape Kerkeling beteiligt.
Er arbeitete auch für das Fernsehen (zum Fernsehfilme für das ZDF) und trat sporadisch mit Gastrollen in einigen von ihm produzierten Filmen vor die Kamera. Willy Egger war evangelisch, in erster Ehe mit Magda Egger verheiratet, nach der Scheidung in zweiter Ehe mit der Friseurin Bärbele Z. Er hat drei Kinder (Gerhard aus der ersten Ehe, Susanne und Michael aus der zweiten) und lebte zuletzt in Berlin.

## Filmografie
(Ko-)Produktionsleitung bzw. (Ko-)Herstellungsleitung bei Kino- und Fernsehproduktionen
- 1948: Der Prozeß
- 1950: Erzherzog Johanns große Liebe
- 1954: Hochstaplerin der Liebe
- 1954: Sauerbruch – Das war mein Leben
- 1955: Versuchung
- 1955: Teufel in Seide
- 1958: Kanonenserenade
- 1958: Der veruntreute Himmel
- 1959: Liebe verboten – Heiraten erlaubt
- 1960: Wir wollen niemals auseinandergehn
- 1960: Der brave Soldat Schwejk
- 1962: Ein Gruß aus Wien (Almost Angels)
- 1964: Herrenpartie
- 1964: Freddy und das Lied der Prärie
- 1965: Der Schatz der Azteken (auch Darstellung)
- 1965: Die Pyramide des Sonnengottes (auch Darstellung)
- 1965: Das Vermächtnis des Inka
- 1966: Ganovenehre
- 1966: Karriere (A belles dents)
- 1967: Kommissar X – Drei grüne Hunde
- 1967: Peter Alexander Show
- 1971: Tatort: Mordverdacht (Darstellung)
- 1972: Defraudanten (Fernsehfilm)
- 1973: Der Fußgänger
- 1973: Im Reservat (Fernsehfilm)
- 1973: Traumstadt
- 1975: Der Richter und sein Henker
- 1977: Das Ende der Beherrschung (Fernsehfilm)
- 1978: Fedora
- 1978: Lawinenexpress (Avalanche Express)
- 1978: Der Magier (The Magician of Lublin)
- 1979: Ein superharter Engel (S.H.E.)
- 1980: Die Formel (The Formula)
- 1983: Satan ist auf Gottes Seite (Fernsehfilm)
- 1985: Wildgänse 2 (Wild Geese II)
- 1987: Otto – Der neue Film
- 1988: Ödipussi
- 1989: Beim nächsten Mann wird alles anders
- 1989: Otto – Der Außerfriesische
- 1990: High Score
- 1991: Pappa ante portas
- 1991: Company Business
- 1992: Otto – Der Liebesfilm (auch Darstellung)
- 1993: Kein Pardon (auch Darstellung)
- 1994: Die Troublemaker
- 1995: Trinity und Babyface (Trinità & Bambino… e adesso tocca di noi)
- 2001: Die Windsbraut (Bride of the Wind)